# رازهای خنوخ
رازهای خَنوخ که خنوخ اسلاوی هم نامیده می‌شود یکی از متن‌های دروغ‌نامیده (سودْاِپیگرافا) عهد عتیق است.
این کتاب جزئی از ادبیات فرجام‌شناختی به‌شمار می‌آید و تاریخ نگارش آن را عموماً در اواخر سده یکم پس از میلاد می‌دانند.
متن کامل آن تنها در ترجمه‌ها به زبان‌های اسلاوی باقی مانده‌است اما در سال ۲۰۰۹ اعلام شد که بخش‌هایی از این کتاب به زبان قبطی نیز یافت شده‌است که خود ترجمه‌ای از یک متن یونانی بوده‌است.
کتاب رازهای خَنوخ گزارش سفر شصت روزه خَنوخ، یکی از پیامبران پیش از توفان نوح، به آسمان‌هاست. خَنوخ پس از بازگشت، دیده‌ها و آزموده‌های خود را برای پسران و قوم خویش بیان می‌کند و آنان را اندرز می‌دهد. او پس از سی روز، دوباره به آسمان می‌رود «تا برای همیشه در آن‌جا بماند.»
کتاب رازهای خنوخ در محتوای خود جای خدا را در آسمان می‌داند که خَنوخ به حضور او بار می‌یابد و چهره او را مانند آهن گداخته می‌بیند.

## پیشینه
هنگامی که دانشمندان یهود در سده یکم میلادی برای تعیین کتاب‌های الهامی خویش گرد آمدند، از نوشته‌های فراوانی که در آن روزگار رواج داشت، آنهایی را که به زبان یونانی نوشته شده بود، کنار گذاشتند، و بر ۳۹ کتاب، که به زبان عبری بود، اتفاق کردند. این مجموعه بعداً تَنَخ نامیده شد و مسیحیان آن را عهد عتیق نامیدند. کتاب‌هایی که رد شدند، دو دسته بودند: دسته اول، که اسفار مشکوک (اَپوکریفا) نامیده می‌شود، و دسته دوم که دروغ‌نامیده‌ها (سودْاِپیگرافا) نامیده می‌شود، و اعتبار کمتری داشته و هرگز در عهد عتیق قرار نگرفت. این نوشته‌ها که چند دهه پیش از میلاد، به دست برخی از یهودیان دانش‌آموخته پدید آمده بود، بر اثر بی‌توجهی اهل کتاب از میان رفت، ولی شماری از متون یا ترجمه‌های آنها در گوشه و کنار جهان باقی ماند و در سده‌های اخیر کشف شد، که ترجمه اسلاوی رازهای خَنوخ از آن جمله است.